# 클리블랜드산

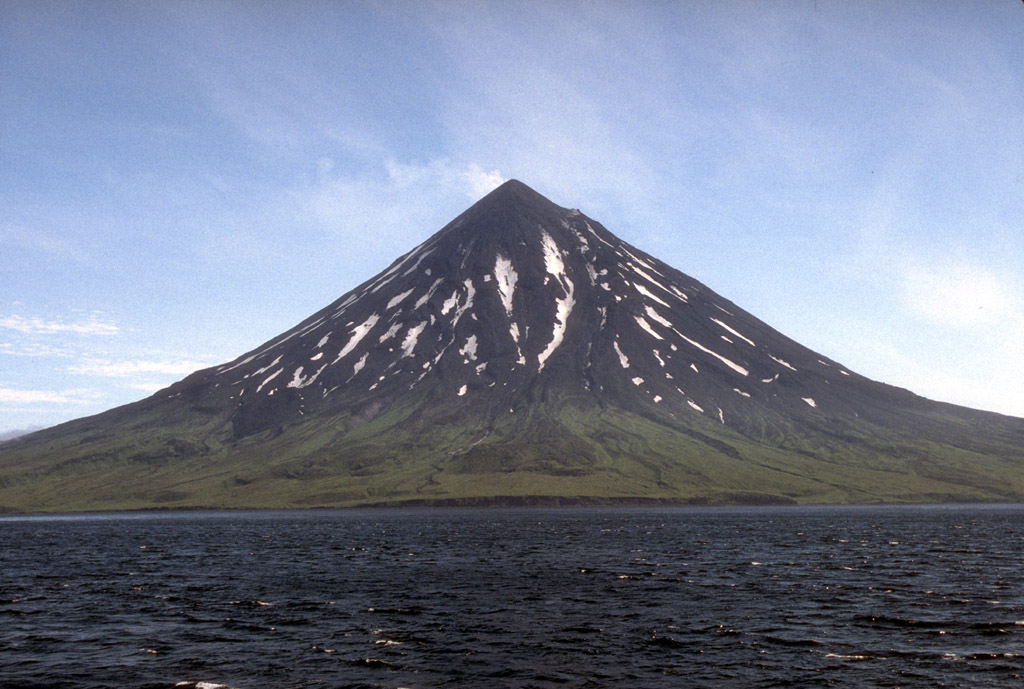
클리블랜드 산

클리블랜드산(Mount Cleveland)은 알래스카의 처우기나닥 섬에 있는 화산이다. 이 화산은 알류산 열도에 속해있는데, 2006년에 폭발적인 분화를 일으켰다. 그 당시 화산재가 공중으로 치솟았으며, 분화는 인공위성에서도 목격이 되었다. 이 화산은 완전한 원뿔모양의 성층 화산이며, 2006년에 폭발을 했는 데도 계속해서 활동을 하고 있다. 알래스카에서 매우 활동적인 화산에 속한다. 바로 옆에 칼리스 산이 있다.
1924년 시에라클럽 회원들이 처음 등정한 것으로 기록된다. 가장 수월한 등산 루트는 워터턴계곡(Waterton Valley)에서 출발하는 웨스트페이스(West Face)로서 맨손으로 기어올라가야 하며, 짧지만 4등급 수준의 암벽등반이 필요한 부분도 있다. 이 루트는 전문적 등반기술을 요하지 않으며, 아메리카인디언들이 이 지역의 다른 높은 봉우리에 거주하고 있는 점을 감안하면 1924년보다 훨씬 이른 시기에 정상 등반이 이루어졌을 것으로 추정되기도 한다.
1. ↑  “클리블랜드산”. 2025년 2월 17일에 확인함.